# 수녀 (1979년 영화)
"수녀"는 1979년에 개봉한 대한민국의 영화이다.

## 캐스팅
- 김자옥
- 이화시
- 김정철
- 이일웅
- 박암
- 이영호
- 송억
- 유순철
- 주일몽
- 최재호
- 이정애
- 여포
- 홍성호
- 김미연
- 신원철